# 皇姑墓 (临县)
皇姑墓位于山西省临县白文镇宋家圪台村，为临县文物保护单位。
所谓皇姑指汉赵国君刘曜之妹，或指北魏尔朱兆妻。当地与刘曜之妹相关的传说中，石勒追杀刘曜至临县境内后，屯兵紫金山。刘曜在郝峪塔村北的古城梁建寨驻守。皇姑在湫水河对岸驻守，今白文镇曜头村。兄妹二人互为策应，约定如有战事，以烽火狼烟为号，通报军情。一日凌晨，皇姑看到狼烟，带兵解救兄长。刘曜实际安然无恙，他对皇姑说：“朕考验你。”石勒攻击刘曜时，刘曜再放狼烟，皇姑因误解而未能解救兄长。刘曜被石勒兵马擒杀、斩首，皇姑追赶后夺回刘曜人头。当地村民将皇姑夺回刘曜人头的地方叫做“曜头村”，皇姑排尿的地方叫做“尿坪村”（后改为庙坪村），军队通过的地方叫做通村（后改为桐村），战事平息的地方叫做“太平村”。不久，皇姑战败，安葬于驻守的地方——今宋家圪台村，称为“皇姑墓”。当地因皇姑英雄善战，以神灵供奉皇姑墓。
《临县文物志》记：“皇姑墓为圆形封土堆一座，底径4.4米，残高2.5米”。1959年，临县人民委员会列为县级文物保护单位。